# Шило (округ Ричленд, Огайо)
Шило (англ. Shiloh) — селище (англ. village) в США, в окрузі Ричленд штату Огайо. Населення — 619 осіб (2020).

## Географія
Шило розташоване за координатами 40°58′8″ пн. ш. 82°36′8″ зх. д. / 40.96889° пн. ш. 82.60222° зх. д. (40.968797, -82.602145). За даними Бюро перепису населення США в 2010 році селище мало площу 2,35 км², з яких 2,34 км² — суходіл та 0,01 км² — водойми.

## Демографія
Згідно з переписом 2010 року, у селищі мешкало 649 осіб у 235 домогосподарствах у складі 170 родин. Густота населення становила 276 осіб/км². Було 265 помешкань (113/км²).
Расовий склад населення:
| - 97,8 % — білих - 0,8 % — корінних американців - 0,6 % — чорних або афроамериканців - 0,3 % — азіатів |

До двох чи більше рас належало 0,5 %. Частка іспаномовних становила 0,5 % від усіх жителів.
За віковим діапазоном населення розподілялося таким чином: 25,0 % — особи молодші 18 років, 63,1 % — особи у віці 18—64 років, 11,9 % — особи у віці 65 років та старші. Медіана віку мешканця становила 38,4 року. На 100 осіб жіночої статі у селищі припадало 99,7 чоловіків; на 100 жінок у віці від 18 років та старших — 94,8 чоловіків також старших 18 років.
Середній дохід на одне домашнє господарство становив 53 069 доларів США (медіана — 57 552), а середній дохід на одну сім'ю — 59 511 долар (медіана — 59 038). За межею бідності перебувало 15,9 % осіб, у тому числі 27,1 % дітей у віці до 18 років та 5,2 % осіб у віці 65 років та старших.
Цивільне працевлаштоване населення становило 280 осіб. Основні галузі зайнятості: виробництво — 32,1 %, освіта, охорона здоров'я та соціальна допомога — 24,6 %, роздрібна торгівля — 10,0 %, транспорт — 7,9 %.